# Paraguarí (ville)
Paraguarí est une ville et un district du Paraguay, capitale du département de Paraguarí.
Elle est surnommée le « berceau de l'indépendance ».

## Notes et références

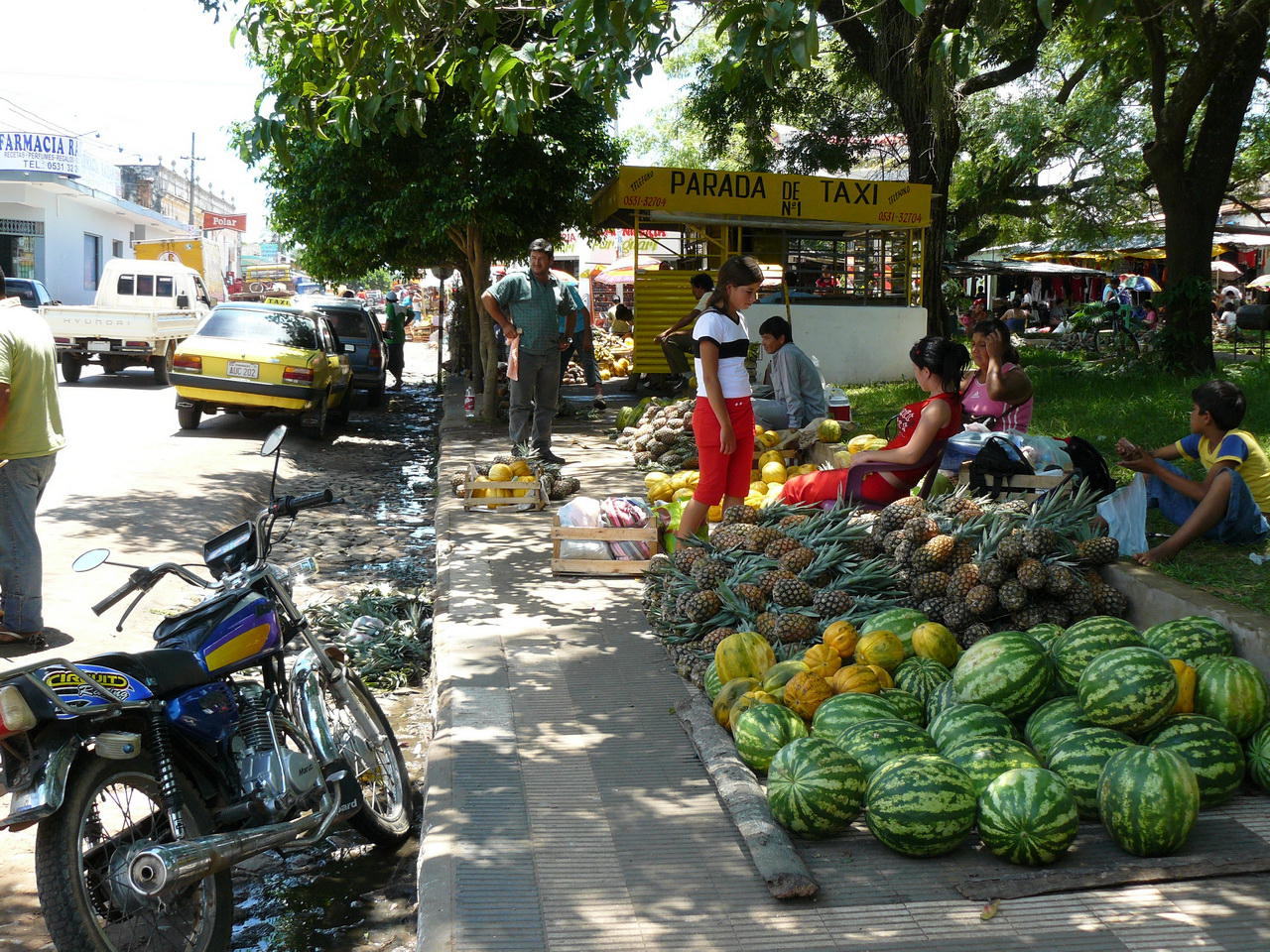
Le marché à Paraguarí